# Дністровсько-Цареградський маяк
Дністро́всько-Царегра́дський мая́к — маяк на березі Чорного моря у селищі Затока Білгород-Дністровського району Одеської області України. Забезпечує безпечну навігацію на підходах до порту Білгорода-Дністровського. Один з найстаріших маяків України. Має статус пам'ятника інженерної думки.

## Назва
Між грецьким містом Візантій, розташованим на європейському березі протоки Босфор, і містом Tipa — на західному березі Дністровського лиману існував морський шлях ще з VI ст. до н. е. У 324—330 роках н. е. на місці Візантія римський імператор Костянтин І заснував місто Константинополь. У руських середньовічних текстах воно називалося Царгород. Царгород був визначним торговельним, економічним і культурним центром, містом з добре розвиненим морським флотом. Цареградське гирло, для позначення якого і побудували цей маяк, вважається тим місцем, через яке вирушали на Царгород кораблі руських князів. Є версія, що через це гирло у 907 році пройшло військо київського князя Олега під час походу на Візантію. Цим пояснюється і назва маяка — «Дністровсько-Цареградський», як такого, що розташований біля Цареградського гирла, де Дністровський лиман сполучається з Чорним морем.

## Історія
У 1827 році для позначення Дністровсько-Цареградського гирла було побудовано навігаційний знак, який мав два постійні горизонтальні вогні білого кольору, що піднімалися над рівнем моря на 52 фути й освітлювали горизонт на відстань 4–5 морських миль. Джерелом світла були маякові світильники на суріпковій олії, за роботою яких слідкував один доглядач. У такому вигляді навігаційний знак проіснував до 1851 року.
21 вересня 1851 року дирекція Чорноморських маяків надала Дністровсько-Цареградському знаку статус маяка на чолі з лоцмейстером і командою матросів з шести осіб. Конструкцію знака залишити незмінною, збільшивши лише її висоту. Тоді ж замінили рослинну олію на петролеум і перейшли на ґнотове освітлення. Заміна освітлення дала змогу збільшити дальність видимості вогню з 5 до 7 морських миль. Згодом, у 1884 році, маяк реконструювали. Замість дерев'яної щогли тут побудували башту заввишки 16 м з ліхтарним приміщенням, де було встановлено лінзу Френеля з гасожаровою установкою. Завдяки цьому дальність видимості вогню досягала вже 10 морських миль. У 1900 році на Чорноморський флот з Франції почали надходити металеві маяки фірми Гюстава Ейфеля. Саме такий маяк і було встановлено замість колишньої споруди Дністровсько-Цареградського, а також змонтовано обертальну установку, внаслідок чого дальність дії вогню збільшилася до 14 миль.
У перші місяці Німецько-радянської війни Дністровсько-Цареградський маяк опинився на окупованій німцями території, та йому вдалося уникнути руйнувань. Але у серпні 1944 року, під час боїв у районі Дністровського лиману, німецькі війська, відступаючи, підірвали башту маяка. Для мореплавства Дністровсько-Цареградський маяк мав надто велике значення, тому вже на початку 1945 року було розпочато будівельні роботи, а наприкінці жовтня того ж року споруду повністю відновили. У 1977 році на башті встановили автоматичний світлооптичний прилад АСА-500, завдяки якому видимість вогню досягла 16 миль. У 1989 році збудували та ввели в експлуатацію нову металеву башту, обладнану АСА-500 і круглим щитом видимості заввишки 12 м. За роки незалежності України постійно вдосконалюється технічне обладнання маяка, вживаються заходи для забезпечення його безперебійної роботи.